# Vittorio Pavesio
Vittorio Pavesio (Torino, 20 agosto 1962) è un fumettista e editore italiano.

## Biografia
Inizia nel 1977 pubblicando sul settimanale Il nostro tempo alcune caricature. L'anno successivo crea, in collaborazione con Alberto Setzu, il personaggio Lockness. Con Gianfranco Goria e un gruppo di appassionati fonda nel 1994 l'associazione Anonima Fumetti, per promuovere il lavoro dei giovani autori.
Intanto, collabora con editori come Paravia, Elledici, e le Edizioni Paoline. Nel 1983 costituisce con Mario Checchia la cooperativa Ettigraffio, con la quale esegue lavori nella pubblicità e nella grafica. 
Lavora come illustratore per la Ferrero, Mattel Toys e Fischer Price, con studi di personaggi e story board.
Nel 1988 fonda la Studio 901 Cartoons Production, occupandosi di fumetti e grafica. Da 1983 disegna per Dolly (Arnoldo Mondadori Editore), poi dal 1989 al 1993 per Il Corriere dei Piccoli (Rizzoli). Dal 1998 al 2000 collabora con la testata Dodo (Giorgio Mondadori Editore), creando graficamente il personaggio "Clarissa", ideato da Enrica Salvatori, Massimo Della Croce e Danilo Francescano, e successivamente illustrato da autori come Elena Pianta, Paolo Mottura, Cinzia Di Felice e Silvano Beltramo.
Nel 1995 crea la Vittorio Pavesio Productions, che pubblica i primi titoli in collaborazione con l'Editrice Edigamma di Chieri. Le Edizioni Studio 901 pubblicano con l'etichetta Vittorio Pavesio Productions diversi titoli. Nel 1997 l'etichetta si trasforma in casa editrice. Nel 2004 la Vittorio Pavesio Productions fonda una propria divisione in Francia, Pavesio Editions. Nel 2014 le attività editoriali in Italia e Francia vengono chiuse. Nel 2015 il Tribunale di Torino dichiara il fallimento della Vittorio Pavesio Productions srl. Nel 2022 viene assolto dal Tribunale di Torino da ogni responsabilità relativa al fallimento.
Nel 1998 crea la Libreria del Fumetto 901 Comics Resort, che chiuderà nel 2014. 
Dal 1994 organizza la fiera annuale del fumetto Torino Comics, di cui è cofondatore e direttore creativo. Dal 2019 ritorna a curare i contenuti artistici di Torino Comics, a causa del fermo di due anni dovuto alla pandemia le attività riprendono nel 2021.